# Luigi Villari
Luigi Villari (1876-1959) fue un historiador, viajero y diplomático italiano. Trabajó en el Ministerio de Asuntos Extranjeros de Italia y más tarde fue corresponsal periodístico. Fue vicecónsul de Italia en tres ciudades norteamericanas: Nueva Orleans (1906), Filadelfia (1907) y Boston (1907-1910). Dedicó la mayor parte de su vida al estudio de la problemática internacional, especialmente las relaciones entre Italia y los países anglófonos. Fue autor de numerosos libros y guías de viaje, incluyendo algunos dedicados al Imperio ruso.